# Aquaria KLCC
Aquaria KLCC est un aquarium public de Kuala Lumpur, la capitale de la Malaisie.

## Annexe